# Полоз Семен Федорович
Семен Федорович Полоз гербу Полозович (пол. Seńko (Semen) Połozowicz, пом. до 1530) — київський ключник (1494–1495), київський митник (1505), черкаський намісник (1501—1503, 1508), овруцький намісник (1507—1510), річицький намісник (староста) (1522–1529). Відомий організацією ним козацьких загонів та військових виправ для них.

## Життєпис

### Родина
Батько: Федір Іванович Полоз з Пінського повіту. Брати: Іван Федорович Полоз та Щастний Федорович Полоз.

### Військова діяльність
Активний учасник боїв з кримськими татарами.
- У 1510–1524 роках був козацьким ватажком[5].
- За перемоги над татарами у 1508 і 1511 роках Децій називав його «славним руським вояком», а Бельський — «Полозом Русаком славним козаком».

Сенько Полозович виступав організатором козацьких підрозділів разом із Коростишівським паном Кшиштофом Кмітою, для боротьби проти татарської агресії. У 1524 році разом з Кмітою біля о.Тавань блокували переправи кримських татар, що поверталися після набігу на Галичину. Бої тривали протягом тижня, після закінчення набоїв козаки на чолі із Полозовичем та Кмітою відступили. Під враженням від цього успіху того ж року з їхньої ініціативи на засіданні державної ради Великого князівства Литовського розглядалося питання про прийняття козаків для несення прикордонної служби за державний кошт. В листі Сигізмунда І до членів державної ради навіть згадувалося про перші кроки цієї акції:
|  | Пан Семен Полозович и пан Кшиштоф поведаючи, иж они, яко слуги наши добрые и верные… собравши малый почот Козаков, предся тым на низ Днепром до Киева и далей до Тавани на службу нашу ходили и, там будучи, послуги нам немало своее вчинили: тых людей неприятелей всех татар, который в панстве нашом были, тыждень через Днепр не пропустили ино каждый дей день з ними битву мевали и много дей их вбили, а иншие дей сами тонули. Кгдыж они с тым малым почтом людей таковыи послуги нам, господарю, чынили, мы на то бачымы, кгды бы там тысяча або две людей наших Козаков на Днепре мешкали, снать бы и овшем была от них большая и знаменитая послуга и оборона панством нашим. А так и ото жедамы вашое милости, рад наших, рачте о том радити и мыслити. И виделося бы вашое милости там по Днепру Козаков имети на пришлое лето для осторожности и обороны панством нашим и ваша милость рачте обрати з дворян наших которого годного и доброго человека и казали бы ему скоро по Велицедни до Києва ехати и Козаков збирати, и казали бы ваша милость к тому часу сукон и пенязей на них колко сот коп послати, а тыи козаки по Днепру на перевозах разложити |

Хоча урядовий проєкт провалився через нестачу коштів, ідея охорони південного прикордоння силами козаків збереглася.
У 1526 році на чолі козацького загону здійснив напад на межі Московської держави, сплюндрувавши волості Стародубщини та Гомельщини, захопивши поселення Попову Гору та Дроків. На це королю скаржився московський цар Василь III, проте без результату.

### Цивільна діяльність

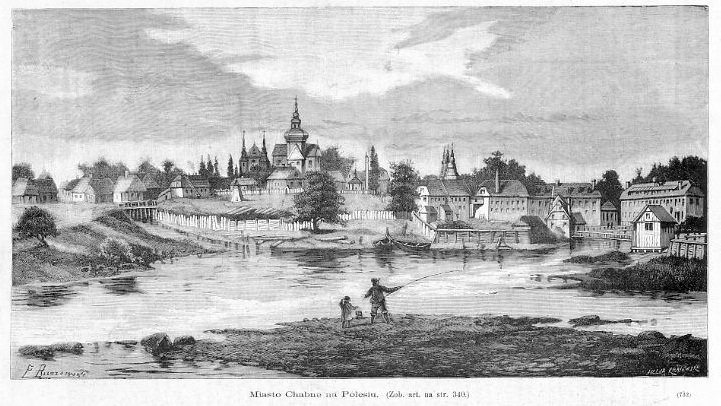
Хабне. 1884

У цивільному житті добре господарював у всіх маєтках: в 1494 році від Олександра Ягеллончика отримав маєток Хабне, а від короля Сигізмунда I у жовтні 1507 року отримує село Жуховичі в Мозирському повіті вічним правом, 1508 році пожиттєво колишні володіння Василя Дашкевича — Гостомляни в Київському повіті, Ставки у Житомирському повіті, Гладковичі в Овруцькому, у 1509 році Деречин (тепер Білорусь), Котчин та Гостомель, що раніш належали князю Василя Нікольського. Йому також належали:  Бишів, Витачів, Бугаївка, від 1504 р. Острогляди, Хойники (тепер Білорусь). 
23 листопада 1510 р. став волею короля Сигізмунда I овруцьким намісником:
|  | «Жикгимонт, Божью милостью король. Чинимъ знаменито симъ нашимъ листомъ, ижъ бачачи пильную, верную а накладную службу наместника Вруцкого пана Сенка Полозовича, пожаловали есмо его, дали ему замокъ нашъ Вручий з местомъ и зъ людьми и съ тивунствомъ Вруцкимъ держати со всимъ по тому, как первыи врадники наши держивали до его живота...Лета Божьего 1510 месяца ноября 23 день, индиктъ 14». |

3 травня 1529 р. у Грамоті великого князя Сигізмунда I Старого були відзначені добрі заслуги Семена Полоза, організація ним прибутків митниці, будівництво замку та ремонт корчми після подій Лівонської війни (1558–1582 рр.).

### Сім'я
Донька: Фена (Фенна) у першому шлюбі за князем Іваном Сенським, у другому (з 1532 року) — за князем Дмитром Видницьким-Любецьким, який прийняв її з дітьми. Її донька, теж Фена, вдруге вийшла заміж за Щенсного (Фелікса) Харленського.

### Останні роки життя
Провів на Річицькому старостві.